# 馬家輝
馬家輝（英語：MA Ka Fai，1963年5月7日—），香港文化工作者，父親為資深報人馬松柏。馬家輝曾任台灣華商廣告公司文案企劃、台灣《大地》地理雜誌記者、《明報》世紀版和讀書版策劃顧問、台灣及香港報刊專欄作家、小說作家、曾為鳳凰衛視、香港有線電視、香港電台等擔任節目主持。馬家輝現為香港城市大學中文及歷史學系助理教授。

## 履歷
1963年，马家辉生于香港，他是家中的独子，在湾仔长大，1966年至1969年就讀星街嘉模幼稚園，繼而入讀佛教黃焯菴小學和佛教黃鳳翎中學。因高考成績未如理想，马家辉未得到香港的兩間大學（當時香港只有香港大學及香港中文大學兩所大學）的本科取錄，只被香港浸會學院的文憑課程取录，於是选择了去台灣念大學。他在香港考台灣的大學聯考時，首選台灣大學歷史系，次選輔仁大學的心理學系。他被輔仁大學心理學系取錄，但之後又轉學至台灣大学的心理學系。
台灣大學心理學系畢業, 取得理學院學士學位後，馬家輝赴笈美國芝加哥大學攻讀碩士, 取得社會科學碩士學位；之後再赴美國威斯康辛大學陌地生校區, 取得社會學博士學位。 
馬家輝曾以「繆思」為筆名，曾任台灣華商廣告公司文案企劃、台灣《大地》地理雜誌記者等。 1997年1月春节时节，马家辉和妻儿住在台北大直，他接到高信疆的电话，邀请他去香港《明报》工作，他成了《明报》的副总编辑，且开设专栏，开始写尖刻的时评，被人们称为“贱嘴马”。馬家輝在《明報》創辦了「世紀」人文副刊，約請名人大家寫連載文章，並以大篇幅刊登名家文章，每天有約三千字的長文，創出報界裡的「大格局副刊」。
1998年，馬家輝受聘香港城市大學，於該校中國文化中心擔任助理主任，同時兼任《明報》世紀版的創意顧問。之後中國文化中心改組，馬家輝轉任該校中文及歷史學系助理教授。

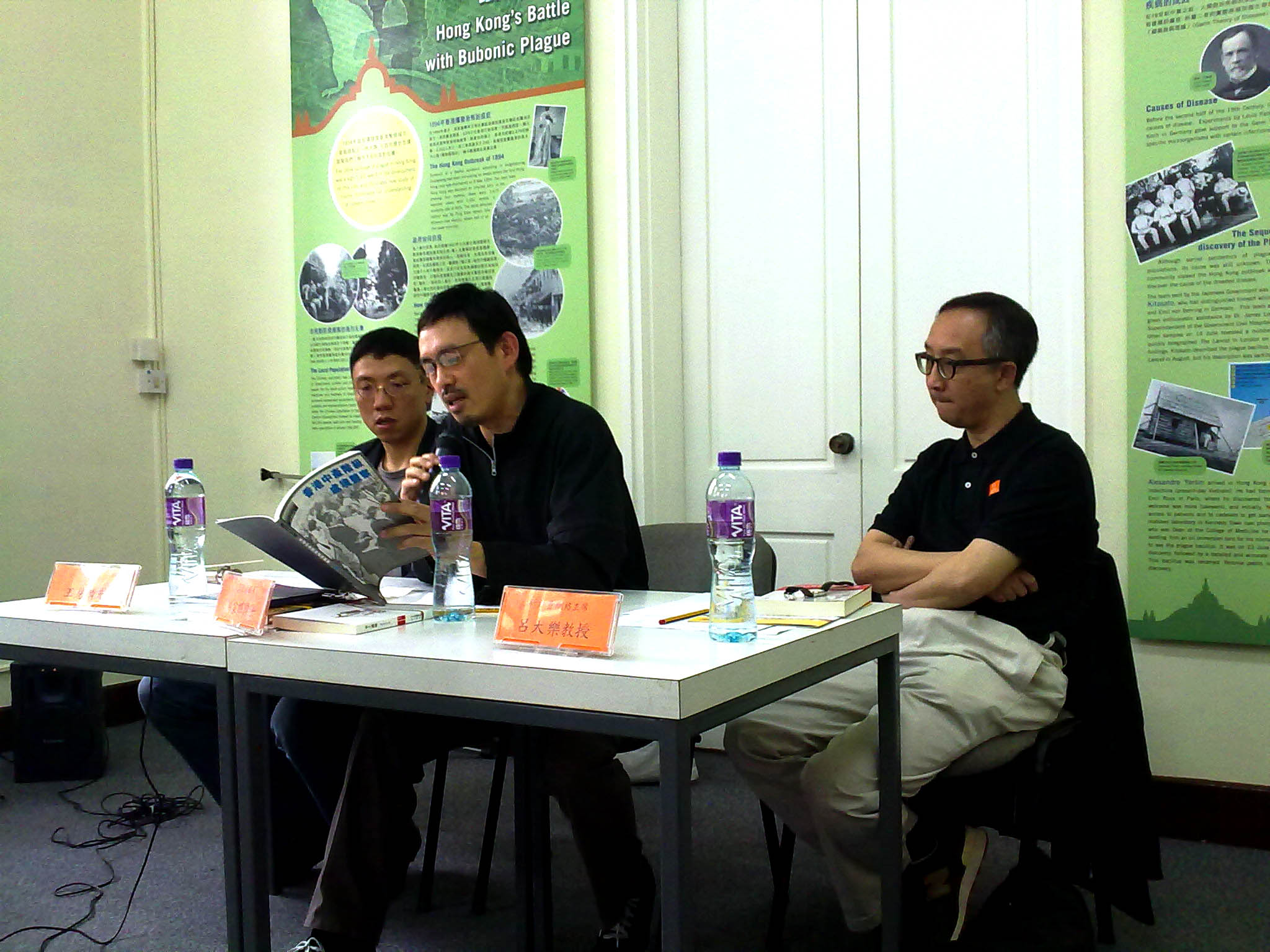
馬家輝（圖中）在講座上發言（2010年）

馬家輝活躍於民間政治活動，參加不少公開論壇，分析政治問題。2008年8月28日，馬家輝出席有線電視舉辦的立法會新界西選舉論壇時，作為嘉賓主持卻在提問時指自由黨是「富貴黨」及「吸血」。自由黨的周梁淑怡在論壇後向有線高層投訴身為嘉賓主持之一的馬家輝此舉有違選舉公平。

## 個人生活
馬家輝妻子是台灣作家林美枝（筆名：張家瑜），她的作品包括：《我開始輕視語言》和《告別式從明天開始》。在1980年代，馬家輝和林美枝都在台灣《大地》地理雜誌當記者，馬家輝負責採訪東南亞的緬甸、老撾、越南等地，林美枝負責採訪歐洲和中國大陸。 兩人育有一女兒，合著的《小妹》一書是兩人對女兒成長過程的記錄。

## 軼事

### 馬家輝與李敖
马家辉在17歲時在一家书店发现一本谈李敖的书籍，19岁起，他开始迷恋上李敖的作品，并立志21岁前写出一本关于李敖的著作。马家辉在台大读书时认识了李敖。大二时马家辉出版了《消灭李敖，还是被李敖消灭》，李敖读完后对马家辉说：“小马，我当你面这样说，背后也是这样说——我以前研究胡适，胡适跟我说，李敖，你比我胡适更了解胡适。那我今天跟你说，你比我李敖更了解李敖”，并且在1997年的回忆录中将马家辉列为平生所交好友名单。

## 奖项荣誉
馬家輝於2008年底獲《南方人物周刊》評選為「年度中國魅力五十人物」之一；2010年底，獲《南方都市報》評選為「年度深圳香港意見領袖」之一。與林美枝合著之《小妹》散文集，2014年獲票選為「香港學生好書龍虎榜」首名。

## 著作
- 《消灭李敖，还是被李敖消灭》
- 《心理學小品》
- 《消費者心理學》
- 《都市新人類》
- 《波霸MTV》
- 《人生問答》
- 《流行學手记》
- 《女兒情》
- 《李敖研究》
- 《當眼淚凝固成子彈》
- 《文化超現代》
- 《在廢墟裏看見羅馬》
- 《江湖有事》
- 《愛戀無聲》
- 《我們》
- 《你們》
- 《他們》
- 《死在這裡也不錯》
- 《關於歲月的隱秘情事》
- 《明暗：源于影像的微琐絮语》
- 《日月：源于异域的哀乐心情》
- 《站錯邊》
- 《愛. 江湖》
- 《維園阿伯》
- 《溫柔的路途》
- 《曖昧的瞬間》
- 《回不去了》
- 《中年廢物》
- 《李敖: 影子 x 新像》(與頼岳忠合著)
- 《大叔》
- 《小妹》
- 《我們已經走投無路》
- 《愛上幾個人渣》
- 《小小事》
- 《龍頭鳳尾》(2016年出版的長篇小說, 將與構思中的《金盆洗》及《三花》合為香港江湖三部曲. 杜琪峰導演買下版權, 計劃搬上銀幕)
- 《鴛鴦六七四》（2020年出版的長篇小說，為《龍頭鳳尾》的續集，“香港三部曲”之二）

## 主持
- 有線娛樂台：《怒人甲乙丙》（2008年）
- 有線財經資訊台：《周日不講理》（2009年至今）
- 凤凰卫视香港台：《香港e道》（2011年3月28日－2012年12月28日）
- 凤凰卫视香港台：《粵港越有》（2013年至今）
- 凤凰卫视中文台：《锵锵三人行》（2017年9月8日停播）
- 凤凰卫视中文台：《开卷八分钟》（代班）
- 香港电台第二台：《思潮作動》
- 看理想：《香港嘢史》（2019年）
- 看理想：《衰仔日記》（2021年）